# Prime au maintien du troupeau de vaches allaitantes
La prime au maintien du troupeau de vaches allaitantes ou PMTVA est une aide européenne directe destinée à maintenir les éleveurs producteurs de viande bovine en activité.

## Création de la prime
La prime au maintien du troupeau de vaches allaitantes est une aide directe financée par le Fonds européen d'orientation et de garantie agricole, qui a été créée en 1980 dans le cadre la politique agricole commune avec pour objectif de maintenir les élevages de bovins destinés à la production de viande.
En 1990, la prime au maintien du troupeau de vaches allaitantes devient accessible aux éleveurs de bovins mixtes (viande et lait) livrant moins de 60 000 kg de lait par an.

## La réforme de 1992
En 1992, la réforme de la politique agricole commune assouplit le système européen de prix garantis en vigueur jusqu'ici pour la viande bovineet revalorise fortement en contrepartie le montant de la prime au maintien du troupeau de vaches allaitantes afin de compenser les baisses de prix. Entre les campagnes 1992-1993 et 1995-1996, les montants distribués en France ont quasiment triplé.
En 1993, la PMTVA devient accessible aux éleveurs mixtes livrant moins de 120 000 kg de lait.
Afin de mieux maîtriser la production et de favoriser l’orientation vers des systèmes d'élevage extensifs, la prime au maintien du troupeau de vaches allaitantes est contingentée. Le droit de chaque producteur est calculé selon ses références historiques individuelles et le nombre d’animaux primables dans chaque exploitation est limité par un seuil de densité de cheptel par unité de surface pâturée ou fauchée, exprimé en unité de gros bétail par hectare de surface fourragère (ou « taux de chargement »). Le plafond au-delà duquel la prime n'est plus versée est fixé à 3,5 unités de gros bétail/hectare de surface fourragère en 1993, abaissé progressivement à 2 unités de gros bétail/ha en 1996. Les petits élevages comprenant moins de 15 unités de gros bétail ne sont pas soumis au seuil de densité de cheptel par unité de surface fourragère.  
Parallèlement à la revalorisation de la prime au maintien du troupeau de vaches allaitantes, deux primes complémentaires sont accordées : 
- Un complément national à la prime au maintien du troupeau de vaches allaitantes peut être octroyé par les états membres qui le souhaitent et dans les régions en retard de développement ou dans les états membres caractérisés par une forte spécialisation bouchère du troupeau allaitant. Ce complément peut être cofinancé par le fonds européen d'orientation et de garantie agricole ;

- Pour éviter les distorsions de concurrence entre les élevages bovins viande nourris à base de céréales et ceux nourris à base d'herbe, mais également dans un objectif environnemental pour favoriser le maintien des surfaces en herbe, est créée une prime à l’extensification payée sous forme d’un complément à la prime au maintien du troupeau de vaches allaitantes. Ce complément est octroyé lorsque le taux de chargement d'une exploitation est inférieur à 1,4 unité de gros bétail/ha de surface fourragère.

## La crise de l’encéphalopathie spongiforme bovine
En 1996, la crise de l’encéphalopathie spongiforme bovine ayant provoqué une forte réduction de la consommation de viande bovine ainsi que des baisses des prix à la production, un complément exceptionnel à la prime au maintien du troupeau de vaches allaitantes est mis en place afin de soutenir les éleveurs et en 1997, le complément à l’extensification est de son côté revalorisé pour les exploitations à caractère très extensif dont le taux de chargement est inférieur à 1 unité de gros bétail/ha.

## Agenda 2000
La nouvelle réforme de la politique agricole commune engagée par le Conseil européen lors de l’accord de Berlin du 26 mars 1999 (agenda 2000) s'est traduite par une baisse des seuils de déclenchement des mécanismes européens d'intervention sur les marchés de la viande bovine, puis à partir de 2002 par leur remplacement par un « filet de sécurité » fixé à un niveau plus bas encore. Pour compenser en partie la baisse du prix d'intervention, la prime au maintien du troupeau de vaches allaitantes est de nouveau revalorisée, parallèlement à la création d'une nouvelle aide destinée à l'élevage bovin pour la viande (prime à l’abattage), et elle connaît également d'importantes modifications :
- Les génisses sont dorénavant éligibles, dans la limite de 20 % du nombre de demandes de primes ;
- Les éleveurs mixtes disposant d'un quota laitier supérieur à 120 000 kg peuvent désormais bénéficier de la prime au maintien du troupeau de vaches allaitantes ;
- La prime au maintien du troupeau de vaches allaitantes dispose d'un complément spécifique pour les élevages engagés dans des démarches de production de viande de veau de qualité.

Pour sa part, le complément à l'extensivité est revalorisé mais ses conditions d’application sont modifiées, avec création de tranches de taux de chargement progressives.